# 張李成
張李成（1842年—1894年），名達斌，別字炳南，小名阿火，臺北木柵人（一說台北土城人），清末軍事人物，曾於淡水之役立下戰功。

## 戰事經過
光緒十年（1884年）爆發清法戰爭，法軍攻臺，提督孫開華守滬尾（淡水），募集本地兵勇備戰，於是前往應募，令為營官，奉駐於貴子坑。不久奉命招募義勇，並讓其訓練。血戰滬尾當天，張李成守東線後備，在戰局後段半路殺出，是結束這場戰役的關鍵兵力。張李成身先士卒奮勇殺敵，斬下敵軍首級。因此清廷以軍功封為滬尾守備，賞戴花翎，後官拜都司。今木柵集應廟之「澤被東南」匾額乃其所立，有官銜可證：總帶鎮海中軍前營花翎參將銜陞用游擊臺灣斗六營都司。

## 流行文化
漫畫家Waste戊改編張李成的相關事蹟，繪製《戊滬尾守衛阿火旦》。